# Yoichiro Nambu
Yoichiro Nambu (født 18. januar 1921, død 5. juli 2015) var en japanskfødt amerikansk fysiker, der i 2008 modtog Nobelprisen i fysik for sin opdagelse af spontant brudt symmetri inden for subatomar partikelfysik.

## Biografi
Yoichiro Nambu blev født i Fukui-præfekturet og tog studentereksamen i Fukui, inden han blev optaget på Tokyo Universitet, hvor han studerede fysik. Han blev bachelor i 1942, udnævnt til lektor ved Osaka Universitet i 1949, professor samme sted året efter og dr.scient. i 1952.
Samme år blev Nambu inviteret til et gæsteophold på Institute for Advanced Studies i Princeton, hvorfra han flyttede til University of Chicago. Han blev professor på dette universitet i 1958, og i 1970 fik han amerikansk statsborgerskab.

## Videnskabelig karriere
Nambu er berømt for at have peget på "farvede ladninger" i kvantekromodynamik og for sit pionerarbejde inden for spontant brudt symmetri i partikelfysik. Han anerkendes også som en af ophavsmændene til strengteori.
Hans indsats har indbragt ham en række priser, herunder Ralph Oppenheimer-prisen, Plack-medaljen. Den mest prestigefyldte pris fik han dog i form af halvdelen af Nobelprisen i fysik 2008 – den anden halvdel deltes mellem Makoto Kobayashi og Toshihide Maskawa.